# ساتلت
ساتلت (به آلمانی: Sattledt) یک منطقهٔ مسکونی در اتریش است که در ناحیه ولس لند واقع شده‌است. ساتلت ۲۲ کیلومتر مربع مساحت دارد ۴۰۰ متر بالاتر از سطح دریا واقع شده‌است.